# Relad
Relad este o companie de distribuție de produse farmaceutice din România, înființată în anul 1994. Compania deține și rețeaua de farmacii City Pharma.
În martie 2008, Relad deținea a doua poziție pe piața de distribuție produse farmaceutice.
Număr de angajați în 2009: 800
Rezultate financiare: (milioane euro)
| Anul             | 2006 | 2005  |
| ---------------- | ---- | ----- |
| Cifra de afaceri | 153  | 113,5 |
| Venitul net      | 7,3  | 5,4   |